# William Trelease
William Trelease (* 22. Februar 1857 in Mount Vernon, New York; † 1. Januar 1945 in Urbana, Illinois) war ein US-amerikanischer Botaniker und Entomologe. Er war Direktor des Missouri Botanical Garden in St. Louis. Sein offizielles botanisches Autorenkürzel lautet „Trel.“

## Leben und Wirken
Die Eltern von William Trelease, Samuel Ritter und Mary Elizabeth Trelease, waren niederländischer und britischer Abstammung. Im Herbst 1877 begann er sein Studium an der Cornell University, das er im Frühjahr 1880 mit dem B.S. abschloss. Im Herbst 1880 ging Trelease an die Harvard University. An der University of Wisconsin–Madison wurde er 1881 zum „instructor of botany“ ernannt. 1882 heiratete er Julia M. Johnson, mit der er vier Söhne und eine Tochter hatte. 1883 wurde Trelease in Madison Leiter der Botanischen Abteilung und erhielt eine Professur. Kurz danach erhielt er die Anstellung als „Engelmann-Professor für Botanik“ an der Washington University in St. Louis. Nachdem der damalige Direktor des Missouri Botanical Garden, Henry Shaw, verstarb, wurde Trelease 1889 zu seinem Nachfolger bestimmt. 1899 nahm er an der von Edward Henry Harriman geleiteten zweimonatigen Alaskaexpedition teil. 1913 wurde er Leiter des Department of Botany der University of Illinois. 1926 wurde Trelease emeritiert.

## Ehrungen
Die Pilzgattungen Treleasia und Treleasiella sind nach ihm benannt worden, ebenso die Pflanzengattung Neotreleasia aus der Familie der Commelinagewächse (Commelinaceae).  Heute ist diese Gattung Neotreleasia allerdings aufgelöst und ihre Vertreter sind in die Gattung der Dreimasterblumen (Tradescantia) eingestellt. Ein Berg nahe Georgetown (Colorado) wurde zu seinen Ehren als Mount Trelease benannt.
1892 wurde Trelease in die American Academy of Arts and Sciences, 1902 in die National Academy of Sciences und 1903 in die American Philosophical Society gewählt.

## Schriften (Auswahl)
- Further Studies of Yuccas and Their Pollination. In: Missouri Botanical Garden. Forth Anual report. St. Louis 1893, S. 181–226 (online).
- The Agaves of Lower California. In: Missouri Botanical Garden. Twenty-second Annual report. Band 22, St. Louis 1911 (publiziert am 14. Februar 1912), S. 37–65 (online).
- Revision of the Agaves of the Group Applanatae. In: Missouri Botanical Garden. Twenty-second Annual report. Band 22, St. Louis 1911 (publiziert am 14. Februar 1912), S. 85–97 (online).
- Agave in the West Indies. In: Memoirs of the National Academy of Sciences. Band 11, 1913, S. 7–55, 116 Tafeln (online).
- Plant Materials of Decorative Gardening. Urbana, Illinois 1917 (2. Auflage. 1921, 3. Auflage. 1926).
- Winter Botany. Urbana, Illinois 1918.
- Amaryllidaceae. In: Paul C. Standley (Hrsg.): Trees and Shrubs of Mexico (Gleicheniaceae–Betulaceae). (= Contributions from the United States National Herbarium Band 23, Teil 1) Washington 1920, S. 105–142 (online).
- The American Oaks. In: Mem. Nat. Acad. Sci. Band 20, 1924.
- Mit Truman George Yuncker: The Piperaceae of Northern South America ... 1950[2]